# Soločín
Soločín (rusínsky a ukrajinsky Солочин, Soločyn, maďarsky Királyfiszállás) je obec ve vesnické komunitě Poljana v Mukačevském okrese Zakarpatské oblasti Ukrajiny. V roce 2025 zde žilo 1149 obyvatel.
Soločín leží přibližně 7 km severně od Svaljavy, mezi malebnými horami Krechaja (na východě) a Tesanyk (na západě), v úzkém skalnatém údolí potoka Tesanek, který teče z úpatí hory a vlévá se do řeky Pyny.
V obci a jejím okolí je bohatá vegetace a léčivé minerální vody. Obec se nachází v nadmořské výšce 340 metrů nad mořem. 
Název Soločín pochází ze slov "Soloč", což znamená "sůl" nebo "slaný"; na území obce je někde slaná půda.

## Historie
Místo bylo osidleno již v době bronzové (2. až 1. století před naším letopočtem). Potvrzují to vykopávky provedené v roce 1930 archeologickou výpravou Zemského muzea Tivadara Lehoczkého v Mukačevu. Byly zde nalezeny dámské šperky a potřeby pro domácnost.
Z historie je známo, že obec Soločín byla poprvé písemně zmíněna v roce 1430 a poté patřila do vlastnictví Drugetů, kteří přišli z Itálie. Sčítání lidu proběhlo v Soločíně v roce 1600, kdy zde žilo 63 mladých mužů, 33 nevolníků, kněz a dva jáhnové, 11 koní, 142 kusů skotu, 168 ovcí, 79 prasat a včelstva ve 24 včelích úlech.
Dřevěný kostel (postavený v obci v roce 1791) sloužil do roku 1868, kdy pravděpodobně vyhořel. V témže roce byl postaven nový, který stojí dodnes. Již v roce 1857 byla v obci u kostela zřízena církevní škola. V roce 1905 se stala veřejnou.
Vesnici také zasáhla národní osvobozenecká válka v letech 1703–1711, vedená sedmihradským knížeten Františkem II. Rákoczim. Od 29. února do 3. března 1711 se v obci před rakouskými úřady ukrývalo Rákocziho vojsko. Přítomnost Rákocziho v Soločíně byla doložena jeho jménem vyřezaným na dřevěném stole. Skrýval se u rodiny Petrusů, poté uprchl před rakouskými úřady. Aby pronásledovatele zmátl, nechal svému koni přibít podkovy obráceně. S podporou ruského cara Petra Velikého byl 1. května 1711 uzavřen Szatmárský mír.
Obec byla původně součástí Uherska. Po uzavření Trianonské smlouvy obec se obec stala součástí Československa. V roce 1921 zde stálo 99 domů a žilo zde 591 obyvatel, z toho 1 Čechoslovák, 473 Rusínů, 3 Maďaři a 112 Židů. V roce 1945 byla obec připojena k Ukrajinské SSR

## Lázně

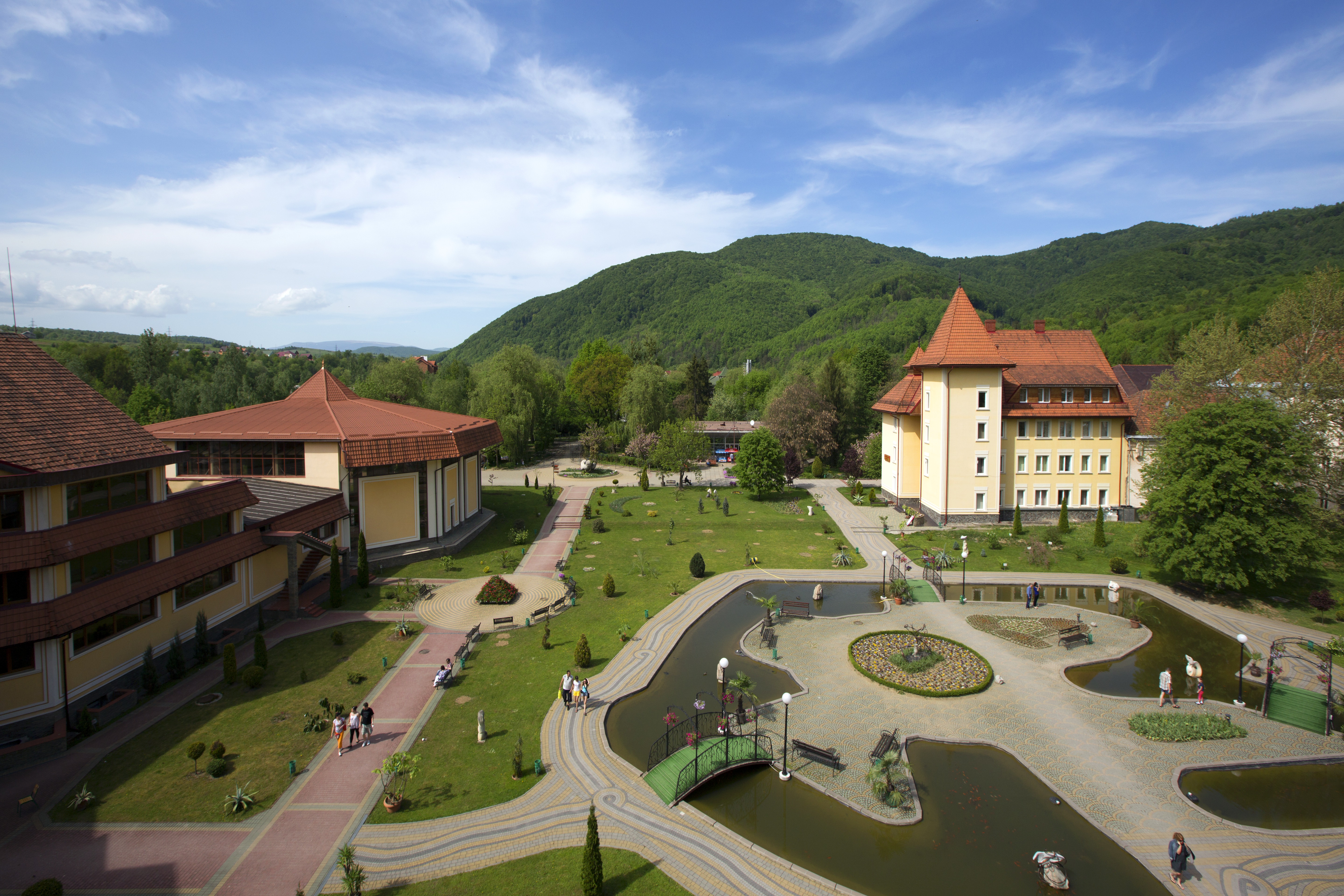
Lázeňské středisko Kvitka Polonyny v Soločíně

Na území obce se nachází dvě významná sanatoria Kvitka Polonyny a Kryštaleve džerelo, kde si lidé z celé Ukrajiny a dalších zemí zlepšují své zdraví pomocí čerstvého vzduchu a minerální vody.

### Minerální voda
Místní půda je velmi bohatá na minerální vody, vyvěrá zde 15 zdrojů. Většina se nachází na začátku vesnice. Také na úpatí hory Tesanyk je k léčení využíván pramen sírovodíkové vody.
V oblasti Bilasovycja je zdroj minerální vody „Vovkiv kvas“ (podle jména bývalého majitele). Dříve se tato voda nazývala „Panonie“; v lahvích byla vyvážená do Rakouska a Maďarska.

## Sport
Ve vesnici se nachází sjezdovka, celková délka je 1 000 m, šířka je 50 m. Výškový rozdíl nepřesahuje 200 metrů.

## Lesní rezervace
Nedaleko západního okraje v pohoří Sinjak s výškou 1665 metrů se nacházejí dvě lesní rezervace.
Rezervace Topol má rozlohu přibližně 74 ha. Tento status byl udělen v souladu s rozhodnutím krajské rady Zakarpatí ze dne 12. 8. 2011, č. 265. Spravuje jej rada vesnice. Byla vytvořena k ochraně části lesa, který se nachází ve východní části hory Sinjak. Na území rezervace roste velmi vzácná skupina lesních luk, napříkad šafrán bělokvětý a šafrán karpatský, sněženka, měsíčnice, čemeřice a velké množství dalších rostlin, které jsou uvedené v Červené knize Ukrajiny. 
Lesní rezervace Tesanyk, se nalézá západně od obce Soločín a má rozlohu 169,5 ha. Status rezervace byl přidělen v souladu s rozhodnutím Regionální rady Zakarpatí, za účelem zachování jedinečných bukových lesů a rozmanitého ekosystému pro ochranu vzácných rostlin uvedených v Červené knize Ukrajiny. Žije zde také medvěd, který je zapsán do Zelené knihy Ukrajiny.

## Osobnosti
- Vasil Kobulej (1919 – 1999), plukovník česloslovenské armády, jedna z osobností Karpatsko-dukelské operace a Ostravsko-opavské operace.